# Alfred Hitchcock
Sir Alfred Hitchcock [hičkok] (13. srpna 1899 – 29. dubna 1980) byl britský a americký filmový režisér a producent, který proslul jako mistr thrillerů a kriminálních příběhů s vysokou uměleckou hodnotou. Během své více než šedesátileté kariéry, která zahrnovala éru od němých filmů, přes vynález filmů mluvených až do doby barevných filmů, režíroval více než padesát filmů. Již během svého života patřil Hitchcock mezi nejúspěšnější a veřejností nejvíce uznávané světové režiséry a i nadále zůstává jedním z nejznámějších a nejpopulárnějších režisérů doby. Je proslulý svým expertním a bezkonkurenčním zvládnutím tempa a napětí děje ve všech svých filmech.
Hitchcock se narodil a byl vychováván v londýnském Leytonstone. Svou kariéru režiséra začal v Anglii v roce 1922, ale od roku 1939 pracoval převážně v USA. Roku 1956 také zažádal o americké občanství. Hitchcock žil se svou rodinou od roku 1940 do roku 1972 v Kalifornii. Zemřel v roce 1980 na ledvinové selhání.
Hitchcockovy filmy silně čerpají ze strachu a fantazie a jsou známy svým typickým humorem. Často zobrazují nevinné lidi za okolností, které jsou mimo jejich kontrolu nebo chápání.
Jediným Hitchcockovým filmem, který získal Cenu Akademie (Oscar) za nejlepší film (Academy Award for Best Picture), byl film Mrtvá a živá (Rebecca), i když další čtyři filmy byly také nominovány. Avšak Hitchcock nikdy nevyhrál Cenu Akademie za nejlepší režii (Academy Award for Best Director). V roce 1967 mu byla udělena cena Irving G. Thalberg Memorial Award za celoživotní úspěch, ale nikdy nezískal Cenu Akademie za zásluhy (Academy Award of Merit).
Během počátečních let své kariéry byl Hitchcock oblíben spíše u filmových diváků než u kritiků. Teprve v padesátých letech ve Francii kritici tzv. Nové vlny poprvé začali jeho filmy vnímat jako umělecká díla. Hitchcock byl jedním z prvních režisérů, na které aplikovali svou tzv. auteur theory, která zdůrazňuje uměleckou roli režiséra v procesu výroby filmu. Hitchcockovy inovace a představy ovlivnily a ovlivňují obrovské množství filmových tvůrců, producentů a herců.

## Životopis

### Dětství a mládí
Alfred Hitchcock se narodil 13. srpna 1899 v londýnském Leytonstone jako nejmladší ze tří dětí. Jeho rodiče byli William a Emma Hitchcockovi. Hitchcock navštěvoval katolickou Školu svatého Ignáce (St. Ignatius College) v Londýně.
Jeho matka ho často v případě, že se choval nevhodně, nutila stát hodiny v nohách její postele. Toto mu bylo inspirací pro postavu Normana Batese ve filmu Psycho. Ve věku pěti let jej otec poslal na místní policejní stanici s tím, aby požádal důstojníka o trest za špatné chování. Měl se nechat na deset minut zamknout do cely, což se později odrazilo v několika jeho filmech.
Když Hitchcockovi bylo 15, jeho otec zemřel. V tomtéž roce Hitchcock opustil jezuity vedenou Školu svatého Ignáce, kterou v té době navštěvoval, aby mohl studovat školu strojírenství a navigace. Po ukončení studií se stal bankovním úředníkem a přivydělával si kreslením karikatur. Tímto svým koníčkem se dostal k filmu jako kreslíř titulků pro němé filmy.

### Předválečná kariéra v Anglii
V roce 1925 dostal šanci režírovat svůj první film s názvem Zahrada rozkoše (The Pleasure Garden). Neúspěch tohoto filmu mohl ohrozit jeho slibnou kariéru. Avšak v roce 1926 Hitchcock debutoval v žánru thrilleru. Film Příšerný host (The Lodger: A Story of the London Fog) byl úspěšný nejen komerčně, ale i u kritiků. Jako mnoho jeho raných děl, byl i tento film ovlivněn technikami expresionismu, které měl možnost z první ruky sledovat v Německu. Příšerný host je prvním skutečně „Hitchcockovským“ filmem.
Následně po úspěchu Příšerného hosta, začal Hitchcock usilovat o vlastní propagaci v médiích a najal si publicistu, který měl za úkol upevnit jeho pověst coby jedné ze stoupajících hvězd britského filmového průmyslu.
Druhého prosince 1926 se oženil se svou asistentkou režie Almou Reville a v roce 1928 se jim narodila dcera Patricia. Alma byla Hitchcockovým nejbližším spolupracovníkem. Napsala také několik jeho scénářů a (ačkoli často nepotvrzeně) spolupracovala s ním na všech jeho filmech.
V roce 1929 začal pracovat na svém desátém filmu Její zpověď (Blackmail). Během procesu vzniku filmu se studio rozhodlo, že z něj udělá jeden z prvních britských zvukových filmů. Vrcholem filmu byla honička přes kopuli Britského muzea, což se později změnilo v Hitchcockovu tradici užívání známých pamětihodností jako pozadí pro napínavé scény.
Alfred Hitchcock má hvězdu na hollywoodském chodníku slávy.

## Ocenění a vyznamenání
Alfred Hitchcock byl mnohokrát nominován na řadu prestižních ocenění. Obdržel dva Zlaté glóby, osm Laurel Awards a také dostal pět ocenění za celoživotní dílo. Pětkrát se ocitl v nominaci na Oscara za nejlepší režii, nikdy však cenu akademie nedostal. Film Rebecca (nominován na 11 Oscarů) získal Oscara za nejlepší film roku 1940.
Kromě ocenění v oblasti filmografie bylo Hitchcockovi uděleno několik čestných uznání. V roce 1980 v rámci udělování novoročních vyznamenání, obdržel od britské královny Alžběty II Řád britského impéria.

## Filmografie
- Number 13 (1922)
- Always Tell Your Wife (1923)
- Zahrada rozkoše (Bludiště lásky) (1925)
- Skalní orel (1926)
- Žena se špatnou pověstí (1927)
- Světový šampion (1927)
- Příšerný host (1927)
- Na šikmé ploše (1927)
- Rozmary bohaté ženy (1928)
- Farmářova žena (1928)
- Sound Test for Blackmail (1929)
- Její zpověď (1929)
- ...a neuveď nás v pokušení (1929)
- Radio revue (1930)
- Proces Mary Baringové (1930)
- Mary (1930)
- Juno a páv (1930)
- An Elastic Affair (1930)
- Boj na nůž (1931)
- Rich and Strange (1932)
- Number Seventeen (1932)
- Waltzes from Vienna (1933)
- Muž, který věděl příliš mnoho (1934)
- 39 stupňů (The 39 Steps) (1935)
- Secret Agent (1936)
- Sabotáž (1936)
- Mladý a nezkušený (1937)
- The Lady Vanishes (1938)
- Hospoda Jamajka (Jamaica Inn) (1939)
- Zahraniční dopisovatel (1940)
- Mrtvá a živá (1940)
- The House Across the Bay (1940)
- Podezření (1941)
- Pan Smith s manželkou (1941)
- Sabotér (1942)
- Ani stín podezření (1943)
- Aventure malgache (1944)
- Bon Voyage (1944)
- Záchranný člun (1944)
- Rozdvojená duše (1945)
- Pověstný muž (1946)
- Případ Paradineová (1947)
- Provaz (1948)
- Pod obratníkem Kozoroha (1949)
- Hrůza na jevišti (Tréma) (1950)
- Cizinci ve vlaku (1951)
- Zpovídám se (1953)
- Vražda na objednávku (1954)
- Okno do dvora (1954)
- Potíže s Harrym (1955)
- Chyťte zloděje (1955)
- Nepravý muž (1956)
- Muž, který věděl příliš mnoho (1956)
- Suspicion (TV seriál) (1957)
- Vertigo (film) (Závrať) (1958)
- Startime (TV seriál) (1959)
- Na sever severozápadní linkou (1959)
- Psycho (1960)
- The Alfred Hitchcock Hour (TV seriál) (1962)
- Ptáci (1963)
- Marnie (1964)
- Roztržená opona (1966)
- Topaz (1969)
- Zběsilost (1972)
- Rodinné spiknutí (1976)

### Dokumentární
- 1945 – Watchtower Over Tomorrow
- 1929 – Sound Test for Blackmail